# Tumsjön
Tumsjön är en sjö i Härjedalens kommun i Härjedalen och ingår i Ljusnans huvudavrinningsområde. Sjön har en area på 0,765 kvadratkilometer och ligger 616,1 meter över havet. Sjön avvattnas av vattendraget Tumsjöbryn.

## Delavrinningsområde
Tumsjön ingår i det delavrinningsområde (692656-139330) som SMHI kallar för Mynnar i Veman. Medelhöjden är 536 meter över havet och ytan är 35,38 kvadratkilometer. Det finns inga avrinningsområden uppströms utan avrinningsområdet är högsta punkten. Tumsjöbryn som avvattnar avrinningsområdet har biflödesordning 3, vilket innebär att vattnet flödar genom totalt 3 vattendrag innan det når havet efter 312 kilometer. Avrinningsområdet består mestadels av skog (85 procent). Avrinningsområdet har 0,77 kvadratkilometer vattenytor vilket ger det en sjöprocent på 2,2 procent.